# Équipe cycliste Saint-Raphaël

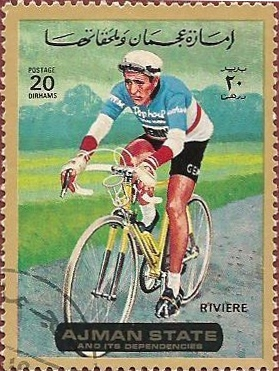
Roger Rivière: 3 étapes du tour de France 1960 (2 en 1959).

Pour les articles homonymes, voir Saint-Raphaël.
Pour les autres équipes sponsorisées par les Cycles Gitane, voir Équipe cycliste Gitane .
L'équipe cycliste Saint-Raphaël est une équipe française de cyclisme professionnel sur route. Créée en 1954 sous le nom de Saint-Raphaël-R. Geminiani-Dunlop, elle devient Saint-Raphaël-Helyett-Hutchinson en 1962, Saint-Raphaël-Gitane-R. Geminiani en 1963 et Saint-Raphaël-Gitane-Dunlop lors de sa dernière saison. C'est la formation Ford France-Hutchinson qui prend sa suite.

## Histoire de l'équipe
L'équipe est créée en 1954. Elle est sponsorisée par la marque d'apéritif Saint-Raphaël (première marque extérieure au monde du sport à sponsoriser une équipe en France), ainsi que par les cycles Géminiani. Pour cette première saison, elle porte le nom de Saint-Raphaël-R. Geminiani-Dunlop, et ce, jusqu'en 1961. En 1959, une équipe filiale est créée sous le nom de Rapha-R. Geminiani-Dunlop, avant de devenir l'équipe Rapha-Gitane-Dunlop en 1960 et 1961.
Pour la saison 1962, elle porte le nom de Saint-Raphaël-Helyett-Hutchinson. Elle devient Saint-Raphaël-Gitane-R. Geminiani l'année suivante ; enfin, pour sa dernière saison, en 1964, elle prend le nom de Saint-Raphaël-Gitane-Dunlop. Une partie de la formation rejoint l'équipe nouvellement créée Ford France-Hutchinson.
Au cours de son histoire, elle remporte les trois grands tours, dont le Tour de France trois fois consécutivement. Elle compte de nombreux grands coureurs, comme Jacques Anquetil, Jean Stablinski, Rudi Altig, Raphaël Geminiani, Roger Rivière et Roger Walkowiak.

## Principales victoires

### Compétitions internationales
Championnats du monde
- Route : 1
  - Élites : 1962 (Jean Stablinski)
- Cyclo-cross : 3
  - Élites : 1956, 1957 et 1958 (André Dufraisse)

### Classiques
- Bordeaux-Paris : Jo de Roo (1962)
- Paris-Tours : Jo de Roo (1962 et 1963)
- Tour de Lombardie : Jo de Roo (1962 et 1963)
- Paris-Bruxelles : Jean Stablinski (1963)
- Tour des Flandres : Rudi Altig (1964)
- Gand-Wevelgem : Jacques Anquetil (1964)

### Courses par étapes
- Grand Prix du Midi Libre : Jean-Pierre Schmitz (1957), Jean Brankart (1959) et Michel Stolker (1962)
- Tour de Luxembourg : Gérard Saint (1957) et Jean-Pierre Schmitz (1958)
- Tour de Romandie : Gilbert Bauvin (1958)
- Paris-Nice : Jacques Anquetil (1963)
- Critérium du Dauphiné libéré : Jacques Anquetil (1963)
- Paris-Luxembourg : Rudi Altig (1963) et Arie den Hartog (1964)
- Tour de l'Avenir : André Zimmermann (1963)

### Championnats nationaux
- Championnat de France sur route : 3
  - Course en ligne : 1962, 1963 et 1964 (Jean Stablinski)
- Championnat de France de cyclo-cross : 6
  - Élites : 1956, 1957, 1958, 1961, 1962 et 1963 (André Dufraisse)

## Résultats sur les grands tours
| - Tour de France - 3 participations (1962, 1963, 1964) - 20 victoires d'étapes - 6 en 1962 : Rudi Altig (3), Jacques Anquetil (4) et Jean Stablinski - 7 en 1963 : Seamus Elliott, Jacques Anquetil (4) et Guy Ignolin (2) - 7 en 1964 : Rudi Altig, Jacques Anquetil (4), Jo de Roo et Jean Stablinski - 3 victoires finales - Jacques Anquetil : 1962, 1963 et 1964 - 3 classements annexes - Classement par points : Rudi Altig (1962) - Classement par équipes : 1962 et 1963 | - Tour d'Italie - 5 participations (1958, 1959, 1960, 1961, 1964) - 3 victoires d'étapes - 3 en 1964 : Jacques Anquetil, Cees Lute et Willi Altig - 1 victoires finale - Jacques Anquetil : 1964 - 2 classements annexes - Grand Prix de la montagne : Jean Brankart (1958) - Classement par équipes : 1964 | - Tour d'Espagne - 3 participations (1959, 1962, 1963) - 19 victoires d'étapes - 2 en 1959 : Roger Rivière (2) - 11 en 1962 : Rudi Altig (3), Seamus Elliott, Jean Graczyk (4), Jean-Claude Annaert, Ab Geldermans et Jean Stablinski - 6 en 1963 : Jacques Anquetil, Bas Maliepaard, Guy Ignolin (2), Jean Stablinski et Seamus Elliott - 2 victoires finales - Rudi Altig : 1962 - Jacques Anquetil : 1963 - 4 classements annexes - Classement par points : Rudi Altig (1962) et Bas Maliepaard (1963) - Classement par équipes : 1962 et 1963 |

## Effectifs

### 1954
| Effectif 1954             | Effectif 1954     | Effectif 1954 | Effectif 1954         |
| Cycliste                  | Date de naissance | Pays          | Équipe précédente     |
| ------------------------- | ----------------- | ------------- | --------------------- |
| Hubert Bastianelli        | 14 juin 1929      | France        |                       |
| Louis Bergaud             | 30 novembre 1928  | France        | Peugeot-Dunlop (1953) |
| Marcel Buzzi              | 22 mai 1929       | France        |                       |
| Louis Cavanna             | 27 octobre 1928   | France        |                       |
| Louis Forlini             | 10 juin 1922      | France        |                       |
| Raphaël Geminiani         | 12 juin 1925      | France        |                       |
| Noël Lajoie               | 12 décembre 1927  | France        |                       |
|                           |                   |               |                       |
| Source : Cycling Archives |                   |               |                       |

note: Hubert Bastianelli

### 1959
| Effectif 1959             | Effectif 1959     | Effectif 1959 | Effectif 1959         |
| Cycliste                  | Date de naissance | Pays          | Équipe précédente     |
| ------------------------- | ----------------- | ------------- | --------------------- |
| Nicolas Barone            | 6 mars 1931       | France        |                       |
| Gilbert Bauvin            | 4 août 1927       | France        |                       |
| Jacques Bellenger         | 25 décembre 1927  | France        |                       |
| Louis Bergaud             | 30 novembre 1928  | France        | Peugeot-Dunlop (1953) |
| Jean Brankart             | 12 juillet 1930   | Belgique      |                       |
| Émile Carrara             | 11 janvier 1925   | France        |                       |
| Roger Chaussabel          | 18 février 1932   | France        |                       |
| Norbert Coreelman         | 26 février 1935   | Belgique      |                       |
| Jo de Haan                | 25 décembre 1936  | Pays-Bas      |                       |
| Albert Dolhats            | 18 février 1921   | France        |                       |
| André Dufraisse           | 30 juin 1926      | France        |                       |
| René Fournier             | 18 décembre 1932  | France        |                       |
| Claude Fuggi              | 6 août 2025       | France        |                       |
| Roger Gaignard            | 13 avril 1933     | France        |                       |
| Philippe Gaudrillet       | 23 juillet 1936   | France        |                       |
| Raphaël Geminiani         | 12 juin 1925      | France        |                       |
| Jean Hoffman              | 24 juillet 1937   | France        |                       |
| Pierre Le Don             | 30 novembre 1932  | France        |                       |
| René Le Don               | 6 août 2025       | France        |                       |
| Jean-Claude Lefebvre      | 11 janvier 1933   | France        |                       |
| Pierre Machiels           | 25 mars 1931      | Belgique      |                       |
| François Mahé             | 2 septembre 1930  | France        |                       |
| Joseph Morvan             | 3 décembre 1924   | France        |                       |
| Pierre Polo               | 24 avril 1928     | Italie        |                       |
| Gilbert Scodeller         | 10 juin 1931      | France        |                       |
| Tom Simpson               | 30 novembre 1937  | Royaume-Uni   |                       |
|                           |                   |               |                       |
| Source : Cycling Archives |                   |               |                       |

### 1960
| Effectif 1960             | Effectif 1960     | Effectif 1960 | Effectif 1960                     |
| Cycliste                  | Date de naissance | Pays          | Équipe précédente                 |
| ------------------------- | ----------------- | ------------- | --------------------------------- |
| Jean-Claude Annaert       | 22 août 1935      | France        | Rapha-R. Geminiani-Dunlop (1959)  |
| Nicolas Barone            | 6 mars 1931       | France        |                                   |
| Gilbert Bauvin            | 4 août 1927       | France        |                                   |
| Louis Bergaud             | 30 novembre 1928  | France        | Peugeot-Dunlop (1953)             |
| Roger Chaussabel          | 18 février 1932   | France        |                                   |
| Michel Dejouhannet        | 5 juillet 1935    | France        |                                   |
| Michel Diloard            | 19 avril 1936     | France        |                                   |
| André Dufraisse           | 30 juin 1926      | France        |                                   |
| Jacques Dupont            | 19 juin 1928      | France        | Dilecta-Wolber-J.B. Louvet (1954) |
| René Fournier             | 18 décembre 1932  | France        |                                   |
| Raphaël Geminiani         | 12 juin 1925      | France        |                                   |
| Roger Hassenforder        | 23 juillet 1930   | France        |                                   |
| Jean-Claude Lefebvre      | 11 janvier 1933   | France        |                                   |
| Joseph Morvan             | 3 décembre 1924   | France        |                                   |
| Luís Otaño                | 26 janvier 1934   | Espagne       | Mobylette-GAC (1958)              |
| Roger Rivière             | 23 février 1936   | France        | Rapha-R. Geminiani-Dunlop (1959)  |
| Romain Van Wijnsberghe    | 10 février 1937   | Belgique      |                                   |
| Tadeusz Wierucki          | 13 décembre 1934  | Pologne       |                                   |
|                           |                   |               |                                   |
| Source : Cycling Archives |                   |               |                                   |

### 1961
| Effectif 1961             | Effectif 1961     | Effectif 1961 | Effectif 1961                    |
| Cycliste                  | Date de naissance | Pays          | Équipe précédente                |
| ------------------------- | ----------------- | ------------- | -------------------------------- |
| Jean-Claude Annaert       | 22 août 1935      | France        | Rapha-R. Geminiani-Dunlop (1959) |
| Nicolas Barone            | 6 mars 1931       | France        |                                  |
| Louis Bergaud             | 30 novembre 1928  | France        | Peugeot-Dunlop (1953)            |
| Michel Dejouhannet        | 5 juillet 1935    | France        |                                  |
| André Dufraisse           | 30 juin 1926      | France        |                                  |
| Raymond Elena             | 4 août 1931       | France        |                                  |
| René Fournier             | 18 décembre 1932  | France        |                                  |
| Cor Harbers               | 17 septembre 1941 | Pays-Bas      |                                  |
| Roland Lacombe            | 11 juillet 1938   | France        |                                  |
| Jean-Claude Lebaube       | 22 juillet 1937   | France        |                                  |
| Joseph Morvan             | 3 décembre 1924   | France        |                                  |
| Roger Rivière             | 23 février 1936   | France        | Rapha-R. Geminiani-Dunlop (1959) |
|                           |                   |               |                                  |
| Source : Cycling Archives |                   |               |                                  |

### 1962
| Effectif 1962             | Effectif 1962     | Effectif 1962 | Effectif 1962                    |
| Cycliste                  | Date de naissance | Pays          | Équipe précédente                |
| ------------------------- | ----------------- | ------------- | -------------------------------- |
| Rudi Altig                | 18 mars 1937      | Allemagne     | Rapha-Gitane-Dunlop (1961)       |
| Willi Altig               | 17 janvier 1935   | Allemagne     |                                  |
| Jean-Claude Annaert       | 22 août 1935      | France        | Rapha-R. Geminiani-Dunlop (1959) |
| Jacques Anquetil          | 8 janvier 1934    | France        | Helyett-Fynsec-Hutchinson (1961) |
| Daniel Beaumont           | 6 mars 1940       | France        |                                  |
| René Binggeli             | 17 janvier 1941   | Suisse        |                                  |
| Guy Claud                 | 25 avril 1936     | France        |                                  |
| André Cloarec             | 31 juillet 1937   | France        |                                  |
| Jo de Roo                 | 5 juillet 1937    | Pays-Bas      |                                  |
| Marcel Delattre           | 17 novembre 1939  | France        |                                  |
| André Dufraisse           | 30 juin 1926      | France        |                                  |
| Seamus Elliott            | 4 juin 1934       | Irlande       | Helyett-Fynsec-Hutchinson (1961) |
| Pierre Everaert           | 21 décembre 1933  | France        | Rapha-Gitane-Dunlop (1961)       |
| Albertus Geldermans       | 17 mars 1935      | Pays-Bas      |                                  |
| Jean Graczyk              | 26 mai 1933       | France        | Helyett-Fynsec-Hutchinson (1961) |
| Marcel Janssens           | 30 décembre 1931  | Belgique      | Peugeot-BP-Dunlop (1957)         |
| Abel Le Dudal             | 24 septembre 1936 | France        |                                  |
| François Le Her           | 10 mai 1938       | France        |                                  |
| Jean Le Lan               | 10 janvier 1937   | France        |                                  |
| Marcel Leboutte           | 10 avril 1939     | France        |                                  |
| Jacky Lepolard            | 14 juillet 1939   | France        |                                  |
| Marcel Queheille          | 16 mars 1930      | France        |                                  |
| Jean Raynal               | 8 mars 1932       | France        |                                  |
| Brian Robinson            | 3 novembre 1930   | Royaume-Uni   | Rapha-Gitane-Dunlop (1961)       |
| Louis Rostollan           | 1 janvier 1936    | France        |                                  |
| Michel Rousseau           | 5 février 1936    | France        |                                  |
| Jean Stablinski           | 21 mai 1932       | France        |                                  |
| Michel Stolker            | 29 septembre 1933 | Pays-Bas      | Helyett-Fynsec-Hutchinson (1961) |
| Guy Thomas                | 24 mai 1936       | France        |                                  |
| Robert Varnajo            | 1 mai 1929        | France        | Rapha-Gitane-Dunlop (1961)       |
|                           |                   |               |                                  |
| Source : Cycling Archives |                   |               |                                  |

### 1963
| Effectif 1963                     | Effectif 1963     | Effectif 1963 | Effectif 1963                            |
| Cycliste                          | Date de naissance | Pays          | Équipe précédente                        |
| --------------------------------- | ----------------- | ------------- | ---------------------------------------- |
| Lucien Aimar                      | 28 avril 1941     | France        |                                          |
| Rudi Altig                        | 18 mars 1937      | Allemagne     | Rapha-Gitane-Dunlop (1961)               |
| Willi Altig                       | 17 janvier 1935   | Allemagne     |                                          |
| Jean-Claude Annaert               | 22 août 1935      | France        | Rapha-R. Geminiani-Dunlop (1959)         |
| Jacques Anquetil                  | 8 janvier 1934    | France        | Helyett-Fynsec-Hutchinson (1961)         |
| Daniel Beaumont                   | 6 mars 1940       | France        |                                          |
| Louis Bergaud                     | 30 novembre 1928  | France        | Gitane-Leroux-Dunlop-R. Geminiani (1962) |
| Marcel Camillo                    | 6 juin 1937       | France        |                                          |
| Alban Cauvet                      | 21 mai 1939       | France        |                                          |
| Jo de Roo                         | 5 juillet 1937    | Pays-Bas      |                                          |
| Marcel Delattre                   | 17 novembre 1939  | France        |                                          |
| Fernand Delort                    | 26 janvier 1936   | France        |                                          |
| André Dufraisse                   | 30 juin 1926      | France        |                                          |
| Seamus Elliott                    | 4 juin 1934       | Irlande       | Helyett-Fynsec-Hutchinson (1961)         |
| Pierre Everaert                   | 21 décembre 1933  | France        | Rapha-Gitane-Dunlop (1961)               |
| Albertus Geldermans               | 17 mars 1935      | Pays-Bas      |                                          |
| Michel Grain                      | 6 octobre 1942    | France        |                                          |
| Roger Hassenforder                | 23 juillet 1930   | France        |                                          |
| Jan Hugens                        | 22 mars 1939      | Pays-Bas      |                                          |
| Guy Ignolin                       | 14 novembre 1936  | France        | Gitane-Leroux-Dunlop-R. Geminiani (1962) |
| Abel Le Dudal                     | 24 septembre 1936 | France        |                                          |
| François Le Her                   | 10 mai 1938       | France        |                                          |
| Jean-Claude Lebaube               | 22 juillet 1937   | France        | Gitane-Leroux-Dunlop-R. Geminiani (1962) |
| Bas Maliepaard                    | 3 avril 1938      | Pays-Bas      | Alcyon (1963)                            |
| Anatole Novak                     | 12 février 1937   | France        |                                          |
| Jean Raynal                       | 8 mars 1932       | France        |                                          |
| Louis Rostollan                   | 1 janvier 1936    | France        |                                          |
| Jacques Simon                     | 1 octobre 1938    | France        |                                          |
| Jean Stablinski                   | 21 mai 1932       | France        |                                          |
| Michel Stolker                    | 29 septembre 1933 | Pays-Bas      | Helyett-Fynsec-Hutchinson (1961)         |
| Gérard Thiélin                    | 29 mars 1935      | France        | Gitane-Leroux-Dunlop-R. Geminiani (1962) |
| Robert Varnajo                    | 1 mai 1929        | France        | Rapha-Gitane-Dunlop (1961)               |
| André Zimmermann (1 août–31 déc.) | 20 février 1939   | France        |                                          |
|                                   |                   |               |                                          |
| Source : Cycling Archives         |                   |               |                                          |

### 1964
| Effectif 1964             | Effectif 1964     | Effectif 1964 | Effectif 1964                            |
| Cycliste                  | Date de naissance | Pays          | Équipe précédente                        |
| ------------------------- | ----------------- | ------------- | ---------------------------------------- |
| Lucien Aimar              | 28 avril 1941     | France        |                                          |
| Rudi Altig                | 18 mars 1937      | Allemagne     | Rapha-Gitane-Dunlop (1961)               |
| Willi Altig               | 17 janvier 1935   | Allemagne     |                                          |
| Jacques Anquetil          | 8 janvier 1934    | France        | Helyett-Fynsec-Hutchinson (1961)         |
| Henri Belena              | 4 décembre 1940   | France        |                                          |
| Jean Bourlès              | 17 août 1930      | France        |                                          |
| Jo de Roo                 | 5 juillet 1937    | Pays-Bas      |                                          |
| Michel Dejouhannet        | 5 juillet 1935    | France        |                                          |
| Marcel Delattre           | 17 novembre 1939  | France        |                                          |
| André Delort              | 24 novembre 1939  | France        |                                          |
| Arie den Hartog           | 23 avril 1941     | Pays-Bas      |                                          |
| Robert Ducard             | 29 mai 1932       | France        |                                          |
| André Dufraisse           | 30 juin 1926      | France        |                                          |
| Seamus Elliott            | 4 juin 1934       | Irlande       | Helyett-Fynsec-Hutchinson (1961)         |
| Pierre Everaert           | 21 décembre 1933  | France        | Rapha-Gitane-Dunlop (1961)               |
| Maurice Gandolfo          | 4 novembre 1935   | France        |                                          |
| Albertus Geldermans       | 17 mars 1935      | Pays-Bas      |                                          |
| Michel Grain              | 6 octobre 1942    | France        |                                          |
| Guy Ignolin               | 14 novembre 1936  | France        | Gitane-Leroux-Dunlop-R. Geminiani (1962) |
| Abel Le Dudal             | 24 septembre 1936 | France        |                                          |
| François Le Her           | 10 mai 1938       | France        |                                          |
| Jean-Claude Lebaube       | 22 juillet 1937   | France        | Gitane-Leroux-Dunlop-R. Geminiani (1962) |
| Cees Lute                 | 13 mars 1941      | Pays-Bas      |                                          |
| Bas Maliepaard            | 3 avril 1938      | Pays-Bas      | Alcyon (1964)                            |
| Maurice Munter            | 4 mars 1935       | France        |                                          |
| Anatole Novak             | 12 février 1937   | France        |                                          |
| Louis Rostollan           | 1 janvier 1936    | France        |                                          |
| Jacques Simon             | 1 octobre 1938    | France        |                                          |
| Jean Stablinski           | 21 mai 1932       | France        |                                          |
| Gérard Thiélin            | 29 mars 1935      | France        | Gitane-Leroux-Dunlop-R. Geminiani (1962) |
| Robert Varnajo            | 1 mai 1929        | France        | Rapha-Gitane-Dunlop (1961)               |
| André Zimmermann          | 20 février 1939   | France        |                                          |
|                           |                   |               |                                          |
| Source : Cycling Archives |                   |               |                                          |